# Sentencia 156
La sentencia 156 del Tribunal Supremo de Justicia (TSJ) dejó sin efecto a la Asamblea Nacional de Venezuela (AN) entre el 29 de marzo y el 1 de abril de 2017, atribuyéndole a este los poderes legítimamente constitucionales de la AN, órgano legislativo del país, en ese entonces controlado por la oposición al gobierno de Nicolás Maduro, mientras que el TSJ considerase que la AN continuara su «desacato» (un estatus que el TSJ impuso a la AN por el incumplimiento de varias sentencias).
Dicha sentencia fue denominada «golpe de Estado» por Julio Borges, presidente de la Asamblea Nacional, «una ruptura del orden constitucional» por la fiscal general de la república Luisa Ortega Díaz, un «autogolpe» por el secretario general de la Organización de Estados Americanos (OEA) y una asunción de «las competencias legislativas» y las «competencias de control político» de la Asamblea, según Cecilia Sosa, expresidenta de la Corte Suprema de Justicia.
Fue derogada mediante otra sentencia poco tiempo después, sin embargo, trajo como consecuencia, entre diversos factores, el comienzo de las protestas en Venezuela de 2017.

## Antecedentes
En enero de 2016, el Tribunal Supremo dictó el desacato a la Asamblea Nacional, en la que la oposición poseía mayoría, debido a la juramentación de tres diputados opositores que había sido prohibida por el TSJ por supuestas irregularidades en diciembre de 2015 y al incumplimiento de varias sentencias del Poder Judicial.
El 13 de diciembre de 2016 la Asamblea Nacional declaró la responsabilidad política de Maduro "por la grave ruptura del orden constitucional y democrático, la violación de derechos humanos y la devastación de las bases económicas y sociales de la nación que ha llevado a cabo".
El 9 de enero de 2017 la Asamblea Nacional declaró por 106 votos al presidente Maduro en «abandono del cargo», considerando un incumplimiento de sus deberes constitucionales según el artículo 233. Esta figura jurídica que implicaba nuevas elecciones en el país en los próximos treinta días.
El 11 de enero de 2017 el TSJ declaró nulas las actuaciones de la Asamblea Nacional desde el 5 de enero de 2017.
El 28 de marzo de 2017, el TSJ, con la sentencia 155, anunció el retiro de la inmunidad de los diputados, lo que abrió la posibilidad de que estos pudieran ser enjuiciados, incluso ante tribunales militares.

## Sentencia
El 29 de marzo de 2017, la sentencia 156 estableció que el TSJ garantizará que las competencias parlamentarias sean ejercidas por este mismo ente judicial o por el órgano que ella disponga, mientras persista la «situación de desacato» y de «invalidez» de las actuaciones de la Asamblea Nacional.

## Reacciones

### Venezuela
Cecilia Sosa, expresidenta de la Corte Supremo de Justicia, declaró:
«No existe ningún artículo de la constitución (venezolana) que le permita al Tribunal Supremo de Justicia en su Sala Constitucional asumir las competencias de la Asamblea Nacional. (El TSJ) asumió las competencias no sólo legislativas, asumió las competencias de control político».
Nicolás Maduro negó la calificación de «autogolpe», asegurando que en Venezuela existían plenas garantías constitucionales.

### Comunidad internacional
Los gobiernos de Brasil, Chile, Colombia, Estados Unidos, México, Perú y Panamá manifestaron su rechazo a la atribución del Tribunal Supremo de Justicia a los poderes de la Asamblea Nacional. El gobierno de Perú anunció el retiro definitivo de su embajador en Venezuela. En Uruguay, algunos legisladores calificaron el hecho de «golpe de Estado», emitiendo un comunicado de rechazo. La Organización de los Estados Americanos denunció un «autogolpe» por parte del gobierno de Maduro.

## Consecuencias
El 1 de abril de 2017 el Tribunal Supremo devolvió las facultades a la Asamblea Nacional. Posteriormente Luisa Ortega Díaz fue destituida por el Tribunal Supremo, después de haber denunciado que dichas atribuciones del TSJ constituyeron «una ruptura del orden constitucional» abandonando el país después de eso.
El gobierno de Maduro posteriormente propuso una Asamblea Nacional Constituyente para cambiar la constitución, en cuyas elecciones la oposición no se presentó, resultando electos mayoritariamente constituyentes afines al gobierno. Dicha Asamblea se otorgó facultades legislativas de la Asamblea Nacional en agosto de 2017, lo que en la práctica significó la pérdida parcial del poder de la Asamblea Nacional hasta las posteriores elecciones parlamentarias de 2020.